# Даг Хамаршелд
Даг Ялмар Агне Карл Хамаршелд (на шведски: Dag Hjalmar Agne Carl Hammarskjöld, правилно произношение и правопис на фамилията Хамаршьолд) е шведски държавник, икономист и дипломат.
Държавен секретар в Министерството на финансите (1936 – 1945), председател на Националната банка на Швеция (1941 – 1948), вицепрезидент на Организацията за европейско икономическо сътрудничество (1948 – 1949) и генерален секретар на ООН (1953 – 1961).
Хамаршелд загива в самолетна катастрофа в Ндола, Замбия при неизяснени обстоятелства по време на миротворческа мисия в Конго на 18 септември 1961 г.
Удостоен е посмъртно (по изключение) с Нобелова награда за мир за 1961.